# 幾つもの頭を持つ男
『幾つもの頭を持つ男』（いくつものあたまをもつおとこ、フランス語: Un homme de têtes、英語: The Four Troublesome Heads）は、1898年にジョルジュ・メリエスが監督・主演したフランスの短編サイレント映画である。多重露光を駆使したトリック映画で、メリエスが自分の頭を幾つも登場させるという内容である。

## プロット
メリエス演じるマジシャンは、ステージ上にある2つのテーブルの間に立ち、自分の頭を引き抜いてテーブルの上に置く。頭はあたりを見回したり、しゃべったりしている。マジシャンの首には、すぐに新しい頭が付いてくる。マジシャンはこの芸当に誤魔化しがないことを見せるために、頭を置いたテーブルの下を通り抜ける。それからマジシャンは、新しく生えてきた自分の頭を抜いてはテーブルの上に置くという行為を2回繰り返し、最後に自分の首に4つ目の頭が付く。マジシャンはバンジョーを弾き始め、テーブルの上にある3つの頭も一緒に歌い出す。マジシャンは頭たちの歌声が不快になり、バンジョーで2つの頭を叩いて消してしまう。さらに自分の頭を取って投げ捨て、テーブル上にある残る一つの頭を宙に放り投げると首にくっついて戻る。マジシャンは画面に向かってお辞儀をしてステージから出て行く。

## 製作
本作は、フィルム上に写された対象物を多重露光する技法を最初に使用した作品の1本であり、それはメリエスが自身のトリック映画で多用した特殊効果となった。メリエスが生きている頭や他の体のパーツを分離させるという主題を用いたのはこれが初めてであり、以後のメリエス作品でお気に入りのモチーフとなった。そのトリックは4回の多重露光とストップ・トリックの組み合わせで行われた。撮影ではフィルムに感光しない黒いビロードの幕を背景にしつらえ、メリエスが自分の頭を取り外そうとする仕草をするところで撮影を中断し、黒い頭巾を被ってから撮影を再開すると、頭巾と背景が同化し、頭だけがなくなったかのように見せることができた。それから再び撮影を中断している間に頭巾を取ると、新しい頭が生えてきたかのように見せることができた。次に頭以外の体を黒い布で覆い隠して撮影すると、今度は体なしの頭だけが写った。

## 公開
本作のフィルムは、1898年にメリエスが経営する映画会社スター・フィルムからリリースされ、カタログには167番という作品番号が付けられた。同社は配給システムを整えておらず、作品は各地の興行師たちにプリントごとに直接販売していた。メリエスの許可なしにコピーされた本作の海賊版は、1903年にアメリカ合衆国の映画製作者シグムンド・ルービンによって『Four Heads Are Better Than One』のタイトルでアメリカ国内で公開された。